# Svätuš
Svätuš (Hongaars: Szenteske) is een Slowaakse gemeente in de regio Košice, en maakt deel uit van het district Sobrance.
Svätuš telt 111 inwoners.